# CRRC Corporation
CRRC Corporation Limited (Chinees: 中國中車集團有限公司), werd in 2015 opgericht door de fusie van twee Chinese fabrikanten van rollend materieel CNR en CSR. Het is een van de grootste producenten van spoorwegmaterieel zoals locomotieven en wagons. Het bedrijf ging naar de beurs, maar het staatsbedrijf CRRC Group heeft met iets meer dan de helft van de aandelen de zeggenschap. Het bedrijf telde na de fusie ruim 180.000 medewerkers en dat was gedaald naar 157.000 in 2022.

## Activiteiten
CRRC is actief op het gebied van het ontwerp, de fabricage, het testen, de inbedrijfstelling en het onderhoud van locomotieven en rollend materieel. Het maakt elektrische, dieselelektrische en dieselhydraulische locomotieven met een vermogen van 280 kW tot 10.000 kW. Het maakt verder hogesnelheidstreinen die sneller gaan dan 350 km/h. Tot slot maakt het tramstellen voor regionaal en stadsvervoer. Het hoofdkantoor staat in Peking.
De aandelen staan vanaf 8 juni 2015 genoteerd aan de Shanghai Stock Exchange (tickersymbool: 601776) en de Hong Kong Stock Exchange.

### Resultaten
In 2022 werd een omzet behaald van RMB 223 miljard, waarvan een derde met de verkoop van treinmaterieel. De belangrijkste klant was het andere staatsbedrijf China Railways, inclusief dochterondernemingen, die ongeveer een derde van de omzet vertegenwoordigde. Een kwart van de omzet werd behaald met de verkoop van materieel en spoorinfrastructuur voor het vervoer van passagiers in steden. CRRC heeft verder een onderdeel New Industries, dit bedrijfsonderdeel had in 2022 een omzetaandeel van 35%. Hier worden nieuwe producten ontwikkeld op basis van de aanwezige mechanische en elektronische kennis. Enkele voorbeelden van deze producten zijn gerelateerd aan energieopslag, onderdelen voor elektrische voertuigen en windturbines. Verkopen buiten China waren niet meer dan 10% van de totale jaaromzet.
| Jaar      | Omzet | Nettoresultaat |
| --------- | ----- | -------------- |
| 2014 (pf) | 218,5 | 12,3           |
| 2015 (pf) | 237,8 | 14,1           |
| 2016      | 224,1 | 13,9           |
| 2017      | 207,0 | 13,0           |
| 2018      | 219,1 | 13,0           |
| 2019      | 229,0 | 13,8           |
| 2020      | 227,7 | 13,8           |
| 2021      | 225,7 | 12,4           |
| 2022      | 222,9 | 14,4           |

## Geschiedenis
CRRC is het resultaat van een fusie van CNR Group en CSR Group. Hiermee werd de splitsing in 2002 van de China National Railway Locomotive & Rolling Stock Industry Corporation (LORIC) in twee onderdelen weer ongedaan gemaakt.
Eind 2014 kwam het bericht naar buiten dat CNR Group en CSR Group gaan fuseren. Formeel nam CNR Group de CSR Group over en de combinatie gaat verder onder de nieuwe naam CRRC Corporation Limited. Argumenten voor de fusie zijn een verhoogde efficiëntie en de combinatie is beter in staat te concurreren op de markten buiten China. De twee bedrijven concurreerden om buitenlandse orders te verkrijgen en is na de fusie verleden tijd.
Op 1 juni 2015 was de fusie een feit. Elk CNR-aandeel werd ingewisseld voor 1,1 CSR-aandelen. De combinatie is de grootste fabrikant van rollend spoorwegmaterieel ter wereld en heeft in de Volksrepubliek China een monopoliepositie met een marktaandeel van meer dan 90%.